# Qafa e Shëngjergjit
Qafa e Shëngjergjit är ett bergspass i Albanien.   Det ligger i prefekturen Qarku i Vlorës, i den södra delen av landet, 120 km söder om huvudstaden Tirana. Qafa e Shëngjergjit ligger 1 405 meter över havet.
Terrängen runt Qafa e Shëngjergjit är huvudsakligen bergig, men österut är den kuperad. Qafa e Shëngjergjit ligger uppe på en höjd.  Runt Qafa e Shëngjergjit är det ganska tätbefolkat, med 86 invånare per kvadratkilometer.. 
Trakten runt Qafa e Shëngjergjit består i huvudsak av gräsmarker.